# Cordylidae
Cordylidae é uma família de lagartos encontrados em Madagascar e no leste da África.

## Classificação
- Subfamília Chamaesaurinae
  - Género Chamaesaura
- Subfamília Cordylinae
  - Género Cordylus
  - Género Platysaurus
  - Género Pseudocordylus